# ジャック・カリス
ジャック・カリス（英: Jacques Kallis、1975年10月16日 - ）は、南アフリカ・ケープタウン出身の元プロクリケット選手。クリケットの歴史の中でも屈指の選手である。
2025年現在、カリスはクリケット史上唯一、ODIとテスト・クリケットの両方で10,000ラン以上を記録し、250ウィケット以上を奪ったクリケット選手である。
ODIにて131キャッチもを記録記録し、テストマッチ通算13,289ラン、292ウィケット、200キャッチ。テストマッチ通算45センチュリーを記録し、テストマッチ通算得点歴代3位。テストマッチ史上最多となる23のマン・オブ・ザ・マッチを獲得。
1998年のICCノックアウト・トロフィー（現在のICCチャンピオンズ・トロフィー）では、大会最優秀選手に選ばれた。カリスは大会2位の得点王に輝き、準決勝と決勝の両方でマン・オブ・ザ・マッチ賞を受賞した。1998年ICCノックアウト・トロフィー決勝では、5ウィケット30ランを記録。
2007年10月から12月にかけて、4つのテストマッチで5つのセンチュリーを達成。2011年1月、インドとの第3テスト第2イニングで通算40度目のセンチュリーを達成し、リッキー・ポンティングを抜き、サチン・テンドルカールの51センチュリーに次ぐ、テスト・クリケット通算センチュリー達成者第2位に躍り出た。
カリスは2013年1月2日、ニュージーランドとの第1テスト初日に4人目、南アフリカ人初のテスト通算13,000得点を達成。  2013年12月、ダーバンで行われたインドとの第2テストに出場した後、テストおよびファーストクラスのクリケットから引退。 この試合でカリスはテスト通算45回目の100打点を記録し、最後のテストで100打点を記録した数少ないバッツマンの一人となった。 2014年7月30日、あらゆる形態の国際クリケットから引退。 
2020年8月、ICCクリケットの殿堂入りを果たした。